# 紅色棘花鱸
紅色棘花鱸，為輻鰭魚綱鱸形目鱸亞目鮨科的其中一種，分布於西印度洋的南非海域，棲息深度68-114公尺，體長可達5.6公分，為底棲性魚類，屬肉食性，生活習性不明。